# Ismael Urzáiz
Ismael Urzaiz Aranda, Urzaiz, född 7 oktober 1971 i Tudela, är en spansk fotbollsspelare som spelat i det spanska landslaget. Hans position var forward.